# للأغبياء

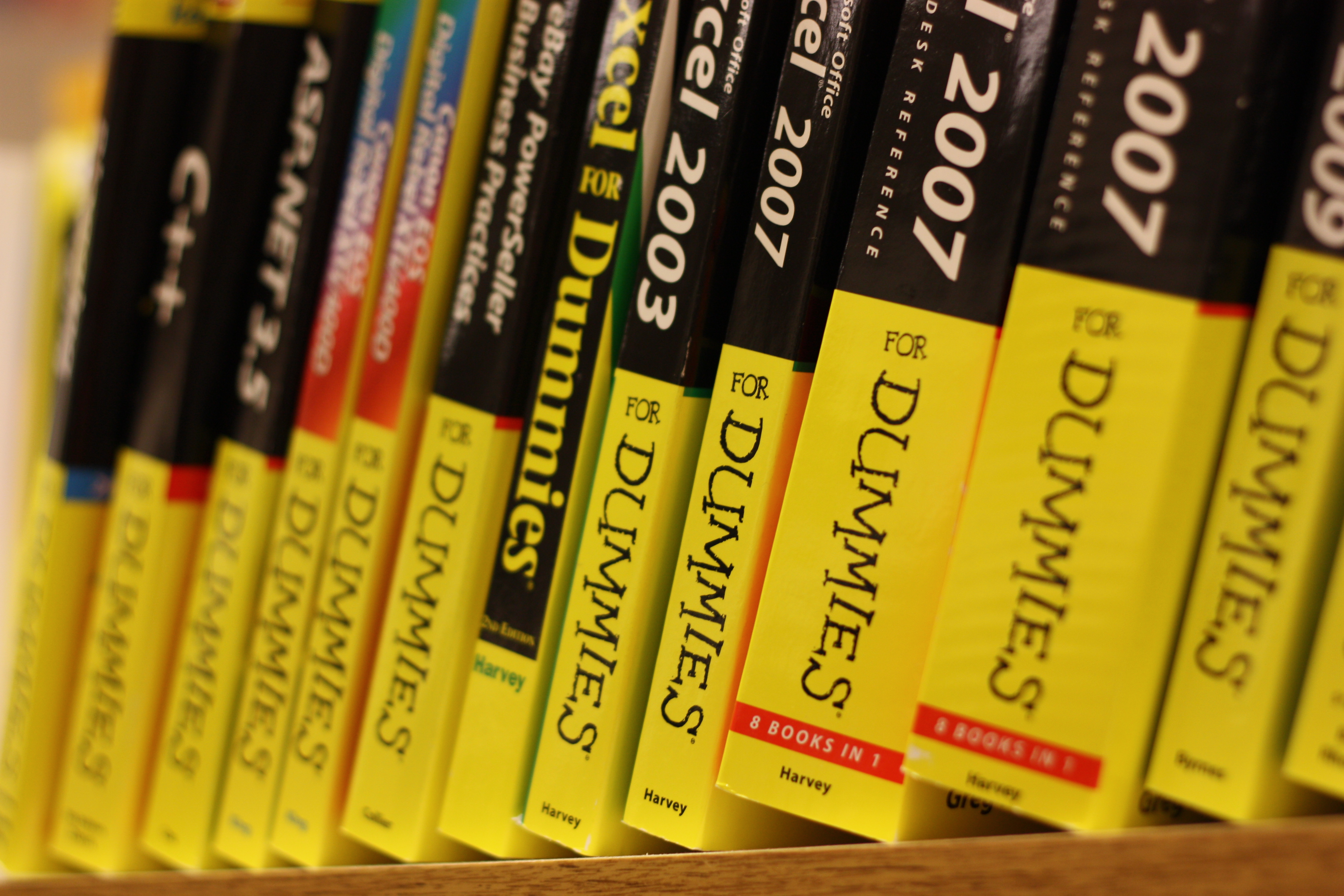
مجموعة مختلفة من السلسلة

للأغبياء أو فور داميز (بالإنجليزية: For Dummies)، سلسلة واسعة من الكتب التعليمية/ المرجعية تهدف إلى تقديم نقد وفكرة للقراء الجدد عن مختلف الموضوعات التي تناولها. حققت السلسلة نجاحا عالميا من خلال إصدارات بلغات متعددة، تتفق جميعها في كون غلافها أصفر مع أسود مع شخصية كرتونية ثلاثية الرؤوس تعرف باسم «رجل الدمية» وشعار غير رسمي على شكل سبورة. أما بالنسبة للغة فتتميز باسلوبها البسيط والمباشر. للتسهيل على القراء يقوم صناعوا محتوى الكتاب بوضع رموز غامقة مثل قطعة من الخيط مرتبطة بإصبع الفهرس في الهامش للإشارة إلى المقاطع التي لها أهمية خاصة.
يتم تقسيم الكتب إلى أجزاء مكونة من فصول متصلة ببعضها البعض. يتم وضع جزء من الموضوع قيد المناقشة بشكل كوميدي من ريتش تينانت ضمن الموجة الخامسة للرسوم المتحركة. يظهر رسم تينانت في كتب آخرى بتعليقات مختلفة.
من ضمن فصول السلسلة «مجموعة العشرات»، قسم في نهاية الكتاب يتم تضمين قوائم من 10 عناصر، عادة ما تصبح مصادر لدراسات أخرى.

## التاريخ
- الكتاب الأول، «دوس للأغبياء» تم كتابته من دان جوكين وتم نشره في نوفمبر 1991 بواسطة أي دي جي بوكز.[1] حصل الكتاب على شعبيته من ندرة المواد التي يغطيها.
- الكتاب الثاني، «ويندوز للأغبياء» من كتابه آندي راثبون سوف يتم اطلاقه قريبا.

ركزت السلسلة في البداية على المواضيع المتعلقة بالبرمجيات والتكنولوجيا، لكن توسعت بعد ذلك واهتمت بمواضيع مثل حب الشباب، الشطرنج، الصيد والعديد من الموضوعات الأخرى. بما في ذلك الموضوعات القانونية الحديثة التي بدأت في عام 2012.
تنشر السلسلة الآن من قبل مطبعة جون ويلي وأبنائه، والتي استحوذت أيضا علة هانجري مايند (عقول جائعه) في عام 2000.

## أعمال مميزة
لقيت العديد من أعمال السلسلة إعجاب النقاد والجمهور، مثل:
- دوس فور داميز، العدد الأول، والذي تم نشره في عام 1991 وبيع منه 7500 نسخه.[4][5]
- ويندوز فور داميز، بيع منه أكثر من 15 مليون نسخه ليصبح بذلك كتاب الكمبيوتر الأكثر مبيعا في العالم.[4]
- تاريخ فرنسا، بيع منه أكثر من 400,000 نسخه ليصبح بذلك أعلى لغة مبيعا للكتاب بعد الإنجليزية.[4]

## التوسعات والإصدارات البديلة
تم نشر العديد من السلسلات ذات صلة بالسلسلة الأصلية مثل داميز 101، مع برنامج تعليمي خطوة بخطوة في كتاب كبير (لم يعد ينشر بعد الآن) وكتاب مراجع فور داميز البالغ عدد صفحاته 750 صفحة لتغطي المواضيع بشكل أعمق. أطلقت دار ويلي للنشر دورة تفاعلية عبر الإنترنت تعتمد فيها على تدريس كتابها الشهير جافا فور داميز- الإصدار الخامس.
في نهاية التسعينيات، تم إنتاج لعبة باسم الكلمات المتقاطعة فور داميز الشبيهة بلعبة سكرابل، لكن بدلا من مربعات الحروف يقوم اللاعبون برسم شرائح قصيرة من الورق المقوى تحتوي على كلمات إنجليزية تم إنشاؤها مسبقًا. تختلف الكلمات في الطول من ثلاثة إلى سبعة أحروف، تحصل الحروف الأطول على نقاط أكبر.
تم نشر أيضا لعبة الشطرنج فور داميز، رقعة شطرنج باللونين الأسود والأصفر مع صورة للقطع إلى جانب ملخص لكيفية تحريك كل قطعة.
في عام 2009، حصل دار النشر الفرنسية أنومان على حقوق الاستغلال الرقمي وأطلق العديد من التطبيقات المعتمدة على سلاسل فور دايميز.

## المؤلفون
مع أكثر من 200 مليون كتاب مطبوع وحوالي 2500 عنوان، يجمع كتاب فور داميز مجموعة من الكتاب من بينهم هيرمان أغوينيس، ودان جوكين، وكارل باركسديل، ومايكل تايلارد، وآندي راثبون، وماري جين ستيرلنج، وماري رايان، وستيفن بي ماران.

## وصلات خارجية
- الموقع الرسمي للسلسلة.
- عنواين الكتب والمراجع.